# Коул (округ, Оклахома)
Шаблон:StateAbbr_ 34°36′ пн. ш. 96°18′ зх. д. / 34.6° пн. ш. 96.3° зх. д.
Округ Ко́ул (англ. Coal County) — округ (графство) в штаті Оклахома, США. Ідентифікатор округу 40029.

## Історія
Округ утворений 1907 року.

## Демографія
За даними перепису
2000 року
загальне населення округу становило 6031 осіб, усе сільське.
Серед мешканців округу чоловіків було 2959, а жінок — 3072. В окрузі було 2373 домогосподарства, 1654 родин, які мешкали в 2744 будинках.
Середній розмір родини становив 3,05.
Віковий розподіл населення поданий у таблиці:
| Стать    | До 15 років | 15-21 | 22-29 | 30-39 | 40-49 | 50-65 | 65-85 | Понад 85 |
| -------- | ----------- | ----- | ----- | ----- | ----- | ----- | ----- | -------- |
| Чоловіки | 685         | 285   | 257   | 395   | 411   | 454   | 427   | 45       |
| Жінки    | 639         | 267   | 275   | 360   | 406   | 519   | 493   | 113      |

## Суміжні округи
- Г'юз — північ
- Піттсбург — північний схід
- Атока — південний схід
- Джонстон — південний захід
- Понтоток — захід

## Виноски
1. ↑  U.S. Decennial Census. United States Census Bureau. Архів оригіналу за 26 квітня 2015. Процитовано 19 лютого 2015.
2. ↑  Historical Census Browser. University of Virginia Library. Архів оригіналу за 11 серпня 2012. Процитовано 19 лютого 2015.
3. ↑  Forstall, Richard L., ред. (27 березня 1995). Population of Counties by Decennial Census: 1900 to 1990. United States Census Bureau. Архів оригіналу за 19 лютого 2015. Процитовано 19 лютого 2015.
4. ↑  Census 2000 PHC-T-4. Ranking Tables for Counties: 1990 and 2000 (PDF). United States Census Bureau. 2 квітня 2001. Архів оригіналу (PDF) за 18 грудня 2014. Процитовано 19 лютого 2015.
5. ↑  State & County QuickFacts. United States Census Bureau. Архів оригіналу за 8 липня 2011. Процитовано 8 листопада 2013.(англ.) Наведено за англійською вікіпедією.
6. ↑  American FactFinder. Бюро перепису населення США. Архів оригіналу за 29 липня 2011. Процитовано 31 січня 2008.

| США | Це незавершена стаття з географії США. Ви можете допомогти проєкту, виправивши або дописавши її. |